# Mixmo
Mixmo (marque déposée) est un jeu de société et un jeu de lettres, au cours duquel chaque joueur construit sa propre grille de mots.
L'objectif est de compléter en premier une grille complète, sur la base de tirages aléatoires de lettres.